# Ivon Baker
Pour les articles homonymes, voir Baker.
Ivon Baker, né le 25 juin 1928 à Londres, est un auteur britannique de roman policier.

## Biographie
Il étudie dans des établissements de Londres, Birmingham et Cantorbéry.  Entre 1946 et 1949, il fait son service militaire dans l'aviation de la Royal Air Force.  Il exerce ensuite divers petits métiers avant d'entrer dans les ordres de l'Église anglicane en 1961. L'année suivante, il devient vicaire de la paroisse de Gringley on the Hill dans le Nottinghamshire.
Il amorce sa carrière littéraire en publiant des nouvelles, des poèmes, des articles et des feuilletons dans des magazines britanniques et scandinaves.  Il écrit également quelques pièces radiophoniques et un texte pour la scène, avant de se lancer dans le roman policier en 1970 avec Le Diable dans le clocher. Chacun de ses huit titres parus a pour limier un détective amateur qui enquête dans l'exercice de ses fonctions ou qui se trouve mêlé à une affaire criminelle dans le cadre de son quotidien : un prêtre dans le premier roman cité ci-haut ; un conservateur de musée dans La Chasse au meurtrier (1971) ; un écrivain dans The Pandora Feature (1973) ; un poète dans Justice for Judas (1974).  Quatre de ses romans ont pour héros l'architecte David Meynell.

## Œuvre

### Romans

#### SérieDavid Meynell
- Grave Doubt (1972)
- Peak Performance (1976)
- Death and Variations (1977)
- The Blood on My Sleeve (1979)

#### Autres romans
- Death in Sanctuary (1970) Publié en français sous le titre Le Diable dans le clocher, Paris, Librairie des Champs-Élysées, Le Masque no 1202, 1972
- Days Among the Dead (1971) Publié en français sous le titre La Chasse au meurtrier, Paris, Librairie des Champs-Élysées, Le Masque no 1228, 1972
- The Pandora Feature (1973)
- Justice for Judas (1974)

### Théâtre
- To See Ourselves (1950)

## Sources
- Jacques Baudou et Jean-Jacques Schleret, Le Vrai Visage du Masque, vol. 1, Paris, Futuropolis, 1984, 476 p. (OCLC 311506692), p. 46.